# Малая Брусенка
Малая Брусенка — река в России, протекает в Вологодской области, в Нюксенском районе. Левая составляющая реки Брусенка, образует её сливаясь с Большой Брусенкой. Длина реки составляет 19 км.
Исток Малой Брусенки находится в болотах в 17 км к юго-востоку от посёлка Игмас. Река течёт на север по лесным массивам. Крупнейшие притоки - Прудовка и Кительмина (левые). В верхнем и среднем течении не населена, за два километра до устья протекает через деревни Верховье и Кокуево. Сливается с Большой Брусенкой, образуя Брусенку в центре деревни Слекишино (Городищенское сельское поселение).

## Данные водного реестра
По данным государственного водного реестра России относится к Двинско-Печорскому бассейновому округу, водохозяйственный участок реки — Северная Двина от начала реки до впадения реки Вычегда, без рек Юг и Сухона (от истока до Кубенского гидроузла), речной подбассейн реки — Сухона. Речной бассейн реки — Северная Двина.
По данным геоинформационной системы водохозяйственного районирования территории РФ, подготовленной Федеральным агентством водных ресурсов:
- Код водного объекта в государственном водном реестре — 03020100312103000008923
- Код по гидрологической изученности (ГИ) — 103000892
- Код бассейна — 03.02.01.003
- Номер тома по ГИ — 03
- Выпуск по ГИ — 0